# Wehingen (Adelsgeschlecht)

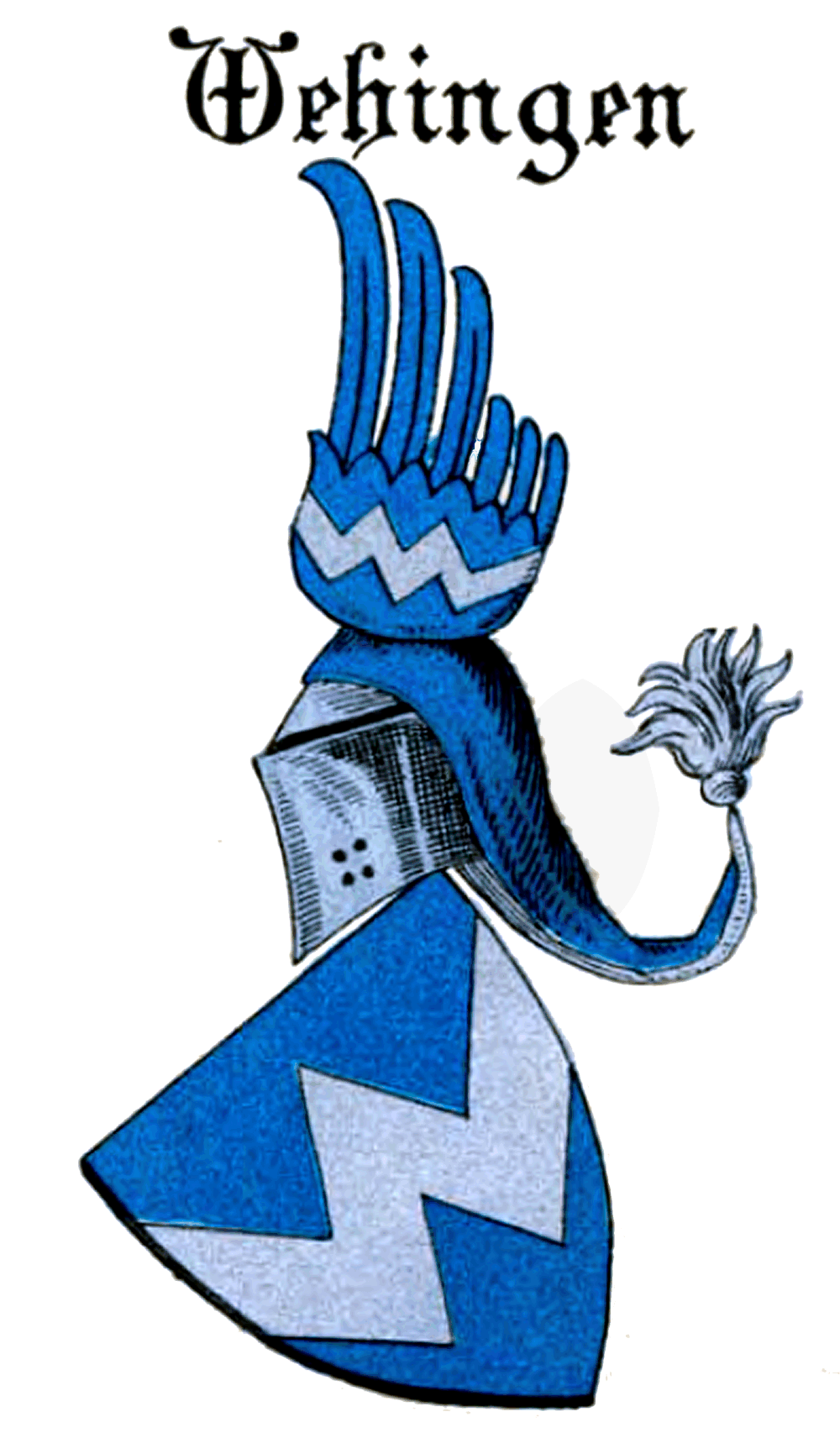
Wappen derer von Wehingen bei den „Helden von Sempach“

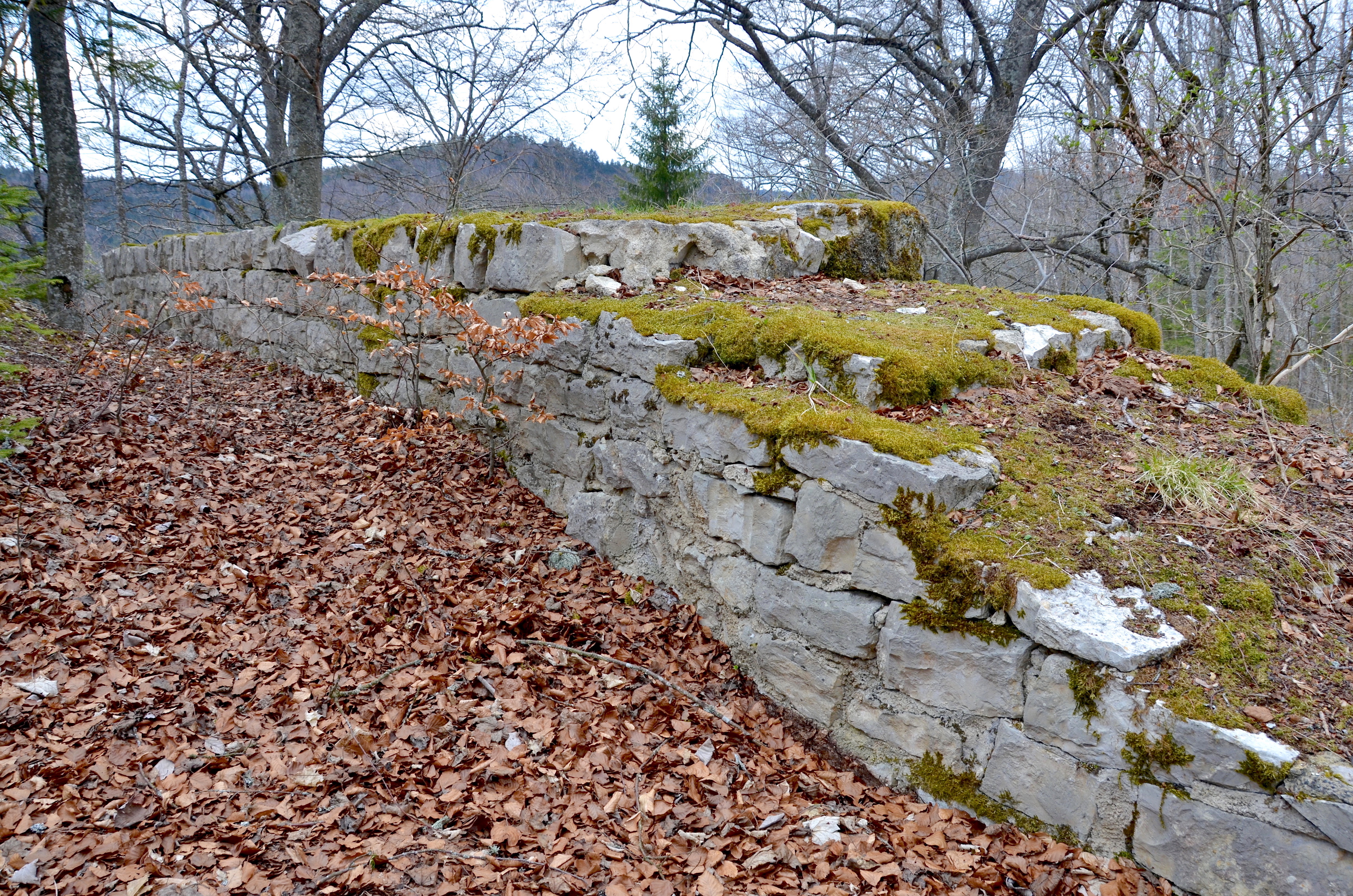
Mauerreste der Burg Wehingen, Stammsitz des Wehinger Adelsgeschlechts

Die Herren von Wehingen waren ein niederadeliges schwäbisches Rittergeschlecht. Im Mittelalter hatten sie als Vasallen der Hohenberger die Herrschaft Wehingen inne. Diese umfasste Besitz im Tal der unteren Bära in den heutigen Gemeinden Gosheim, Wehingen, Egesheim und Reichenbach. Ihr Stammsitz war die Burg Wehingen oberhalb des heutigen Wehinger Ortsteils Harras, von der nur noch Reste erhalten sind.

## Persönlichkeiten
Manche Familienmitglieder brachten es zu angesehenen Ämtern.
- Berthold von Wehingen, 1381 bis 1404 Bischof von Freising, 1404 bis 1406 Gegenerzbischof von Salzburg, 1381 bis 1410 Kanzler der habsburgisch österreichischen Herzöge

## Wappen
Als Stammwappen führten die Wehinger einen durch einen weißen oder silbernen Zickzackbalken geteilten blauen Schild.

### Historische Wappenbilder

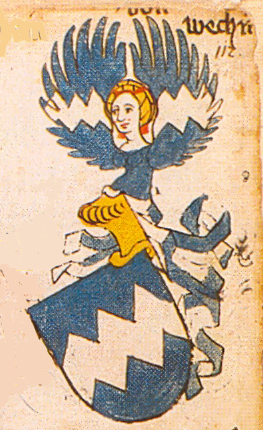
Wappen der Wehinger im Ingeram-Codex
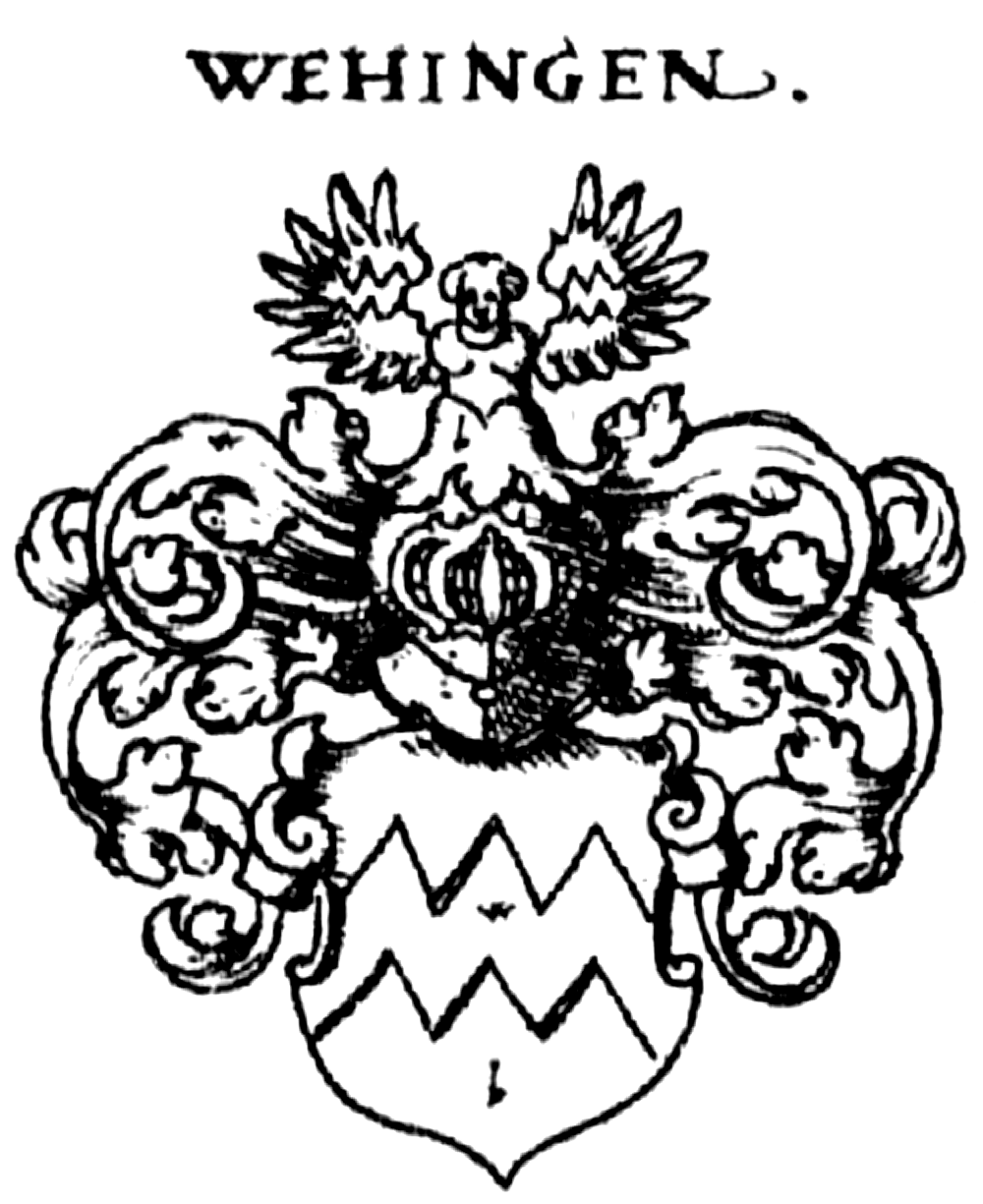
Wappen in Siebmachers Wappenbuch von 1702
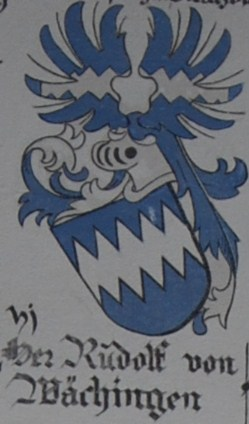
Wappen in der Schlachtkapelle Sempach
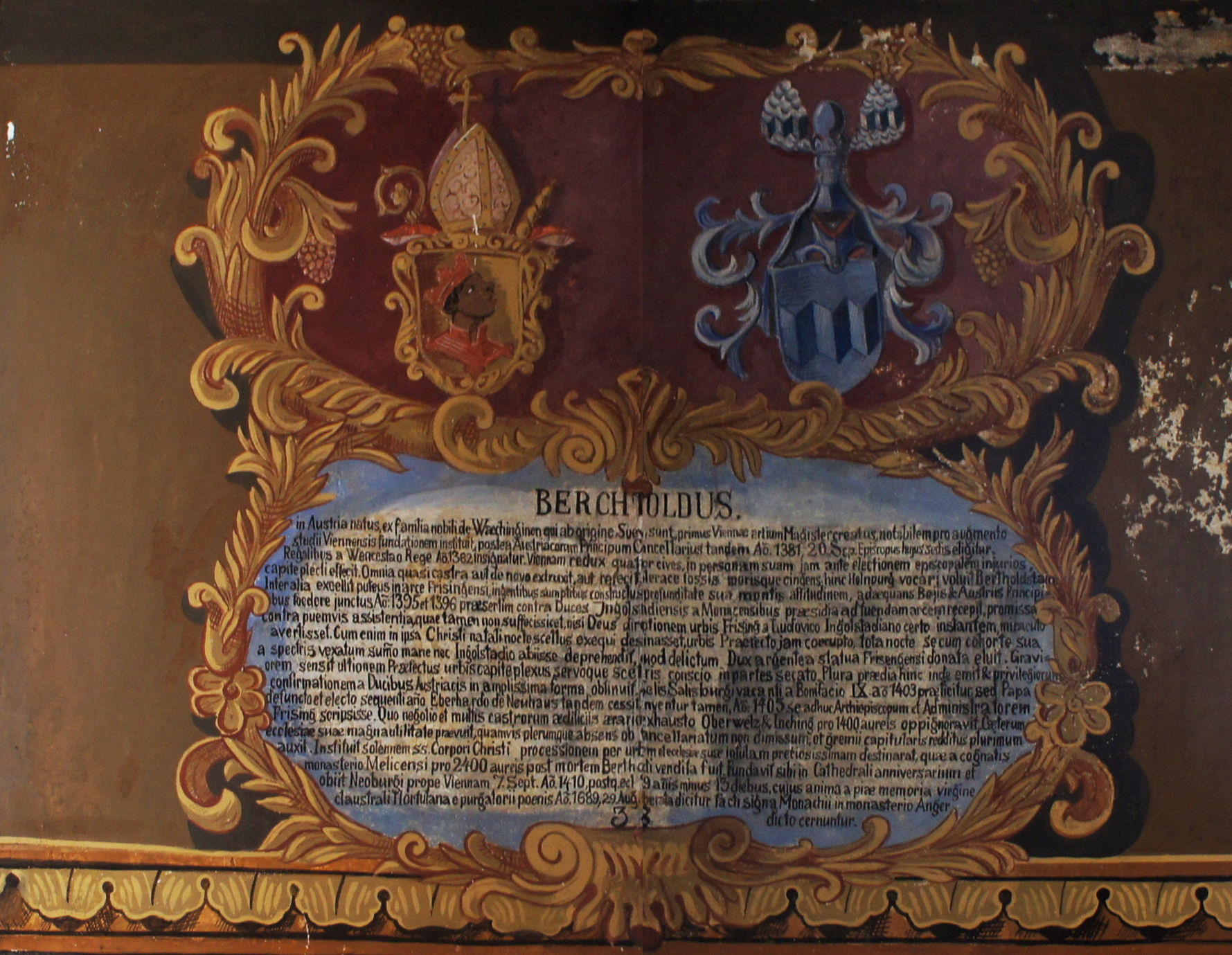
Wappentafel von Berthold von Wehingen im Fürstengang Freising

### Wappen mit Bezug zum Geschlecht Wehingen
Die Wappen mehrerer Orte erinnern noch heute an das Geschlecht.

Wehingen
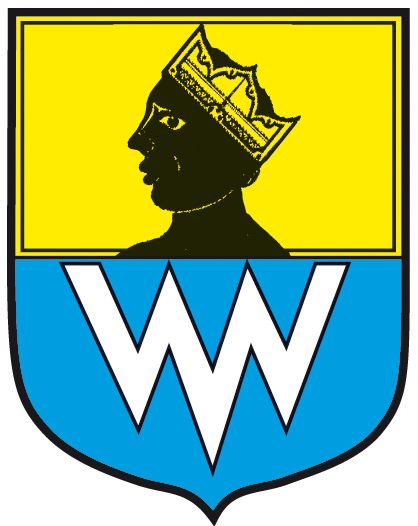
Groß-Enzersdorf
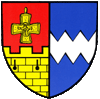
Bernhardsthal